# Peter Pawlett
Peter Pawlett (* 3. Februar 1991 in Kingston upon Hull) ist ein schottischer Fußballspieler, der zuletzt bei Dundee United unter Vertrag stand.

## Karriere

### Verein
Peter Pawlett, der im englischen Kingston upon Hull geboren wurde, kam im Alter von sieben Jahren mit seinen Eltern nach Schottland. Er wuchs in Banchory, etwa 25 km westlich von Aberdeen auf. Als Zehnjähriger begann er in der Jugend des FC Aberdeen zu spielen. Für die Dons gab er im Februar 2009 sein Profidebüt im Achtelfinale des schottischen Pokals gegen den FC East Fife. Zwei Monate später gab Pawlett auch sein Debüt in der 1. Liga gegen Celtic Glasgow. Bei den Dons unterschrieb der 18-Jährige im November 2009 seinen ersten Vertrag als Profi. Im August 2012 wurde Pawlett für eine Saison an den FC St. Johnstone verliehen, um Spielpraxis zu sammeln. Nach seiner Rückkehr nach Aberdeen wurde
Pawlett Stammspieler und konnte mit seinem Verein den Scottish League Cup 2013/14 im Finale gegen Inverness Caledonian Thistle gewinnen. Mit den Dons wurde er zudem 2015, 2016 und 2017 schottischer Vizemeister hinter Celtic. Im Sommer 2017 wechselte er für 18 Monate zu den Milton Keynes Dons und anschließend nahm ihn Dundee United unter Vertrag.

### Nationalmannschaft
Peter Pawlett spielte im Jahr 2009 einmal in der schottischen U-19 gegen Deutschland in Paderborn. In den Jahren 2011 und 2012 kam Pawlett siebenmal in der U-21 zum Einsatz. Er debütierte für diese Altersklasse im September 2011 gegen Bulgarien als er für Scott Allan eingewechselt wurde. Sein letztes Spiel absolvierte er im September 2012 gegen Österreich.

## Erfolge
- Schottischer Ligapokalsieger: 2014